# Cabal Online
CABAL Online (o CABAL Online-The Revolution Of Action) è un videogioco MMORPG gratuito sviluppato e pubblicato dalla coreana ESTsoft a partire dal 2005. 
Il gioco è localizzato in lingua inglese, tedesco, turco. I server di gioco sono stati uniti in 4 server con la possibilità di accedere al gioco con la lingua preferita.
Il mondo di gioco è un intero continente chiamato Nevareth, nel quale ci sono varie ambientazioni, adatte ciascuna al livello del proprio personaggio, con il quale bisogna portare a termine missioni di vario tipo. Questo gioco, dopo un certo livello, permette di scegliere di che regno far parte, Capella o Procyon, i quali sono in conflitto tra di loro. A espandere ulteriormente le possibilità di gioco ci sono anche le guerre tra Gilde e le guerre tra Regni (basate su un sistema di conquista di basi, dove ogni giocatore sperimenta sempre nuove tattiche assieme ai suoi compagni di gilda/regni).
Dal 09/01/12 CABAL Online è gestito dalla Games-Masters. Il 4/03/14 la GM ha annunciato di essere in disputa con la ESTsoft.